# Patricio Castañeda
Patricio Sebastián Castañeda Muñoz (Santiago de Chile, Chile, 2 de febrero de 1986) es un futbolista chileno.

## Carrera

### Cobreloa
Participó en las divisiones inferiores del club, integrándose al plantel de honor el 2004 a los 18 años de edad. Debuta en primera división ante el cuadro de Palestino el año 2005.
El año 2006 participa en la filial Cobreloa B, junto a otros juveniles del club. En la Tercera división de Chile, en la Zona norte.
El año 2011 se fue a Deportes Antofagasta donde se corona campeón del 2011-A y de la Primera B de Chile 2011

## Clubes
| Club                 | País  | Año       |
| -------------------- | ----- | --------- |
| Cobreloa             | Chile | 2004-2010 |
| Deportes Antofagasta | Chile | 2011      |

## Palmarés

### Campeonatos nacionales
| Título           | Club                 | País  | Año    |
| ---------------- | -------------------- | ----- | ------ |
| Primera División | Cobreloa             | Chile | 2004   |
| Primera B        | Deportes Antofagasta | Chile | 2011-A |
| Primera B        | Deportes Antofagasta | Chile | 2011   |